# Administration territoriale
Ne doit pas être confondu avec Subdivision territoriale.

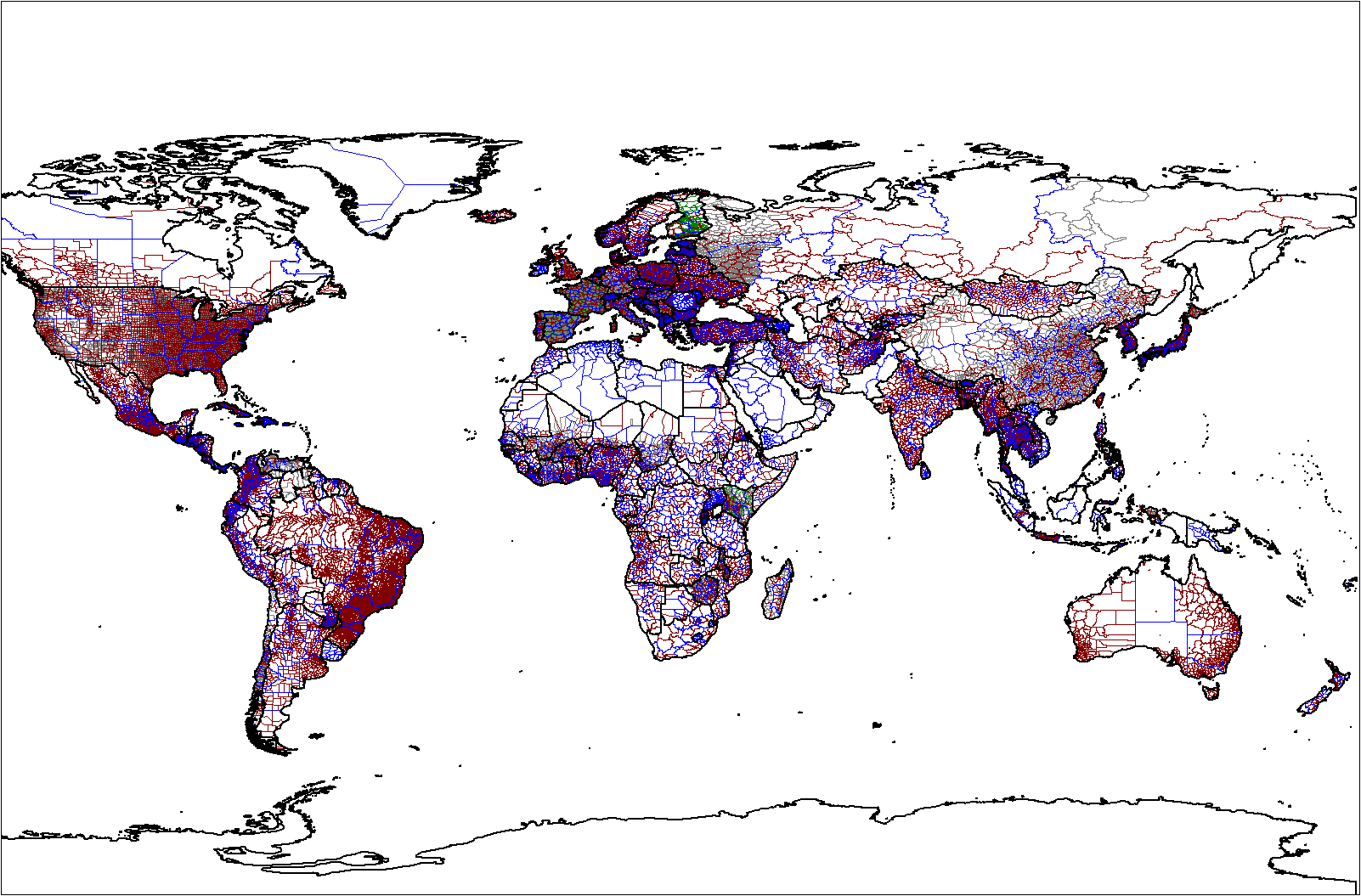
Administration territoriale dans le monde.

L'administration territoriale est l'organisation institutionnelle et administrative d'une zone géographique, d'un pays ou d'une confédération de pays.
Elle est constituée d’autorités dont les décisions sont valables sur des portions du territoire appelées circonscriptions. Ainsi donc, c'est la portée de leurs décisions qui différencie l'administration centrale de l’État et l'administration territoriale de l’État. L'existence de l'administration territoriale de l’État se justifie par un constat d’évidence : un État ne saurait être administré uniquement à partir de sa capitale par les autorités administratives centrales. Celles-ci s'appuient donc sur des autorités placées à la tête de différentes portions du territoire national dénommées circonscriptions. Les autorités qui dirigent ces circonscriptions forment l’administration territoriale de l’État ; elles sont soumises au contrôle hiérarchique des autorités administratives centrales.

## La diversité des modèles dans le monde
La façon dont est conçue l'administration territoriale peut fortement varier d'un pays à l'autre,
- selon la conception de répartition des pouvoirs et des organes dans les territoires (liste non exhaustive) :
  - système centralisé ;
    - décentralisation,
    - régionalisation,
    - territorialisation ;

  - système de confédération ;
  - système de fédération ;
- selon le nombre d'échelons administratifs qui peut varier d'un pays à l'autre.

Le mode d'organisation territoriale peut aussi amener à des conflits de pouvoirs entre différents échelons. De même, il peut exister dans certains cas des échelons superposés sur un même territoire, sans que ces échelons n'aient les mêmes limites géographiques.
Une réflexion est en cours à l'échelle de l'Union européenne, pour instaurer un système d'eurodistricts, également appelés eurorégions. Ce dispositif aurait pour objectif de créer des liens administratifs entre des régions transfrontalières reflétant des intérêts communs.
Plus généralement, dans le cadre de la mondialisation, les grandes agglomérations prennent conscience de leurs intérêts propres et de leur potentiel international, sur le plan économique (géographie économique). Par souci d'autonomie, elles commencent — comme l'avait prévu le futurologue Alvin Toffler — à tisser des relations transversales entre elles, indépendamment des régions et des états. Cela peut contribuer à faire évoluer l'organisation territoriale, dans les pays comme dans le monde, vers un système de pôles multiples et de maillage. Une architecture en réseau apparaît, même si sur le papier elle reste pyramidale.

## L'administration locale et territoriale en Europe
Par la Charte européenne de l'autonomie locale, le Congrès des pouvoirs locaux et régionaux a mis en place des règles communes aux pays membres du Conseil de l'Europe ayant apposé leur signature sur la Charte, le but étant de garantir l’acceptation et la protection de l’autonomie politique, administrative et financière des pouvoirs locaux. L’application de ces règles est réalisée selon le droit interne de chaque pays. Cette charte constitue une protection importante des droits des pouvoirs locaux qui occupent une place fondamentale dans le développement de la démocratie locale et l’efficacité dans l’administration. Dans ce sens, la Charte insiste sur plusieurs points dont l’insistance sur le fait que l’autonomie du pouvoir local doit être assurée par la loi et la Constitution, et sur le fait que les pouvoirs locaux doivent disposer de ressources financières proportionnelles à leurs besoins.

## Administration territoriale par pays

### Afrique

#### Maroc
Région : le Maroc compte douze régions. Le fonctionnement des régions est organisé par la loi organique no 111-14 relative aux régions. Chaque région est composée d'un conseil régional de 75 élus qu'on appelle les conseillers régionaux. Le conseil régional examine, prépare et vote le budget de la région. À la tête de chaque région se trouve un Président de Région. Le Président de la région doit travailler avec le conseil pour préparer un plan de développement régional qu'il doit ensuite l'exécuter. 
Préfectures et provinces : Les préfectures existent en milieu urbain, les provinces en milieu rural. Le Maroc compte actuellement[Quand ?] treize préfectures et soixante-deux provinces. Chaque préfecture ou province est dirigée par un gouverneur. Le gouverneur doit notamment :
- superviser le travail des agents d'autorité (pachas, caïds, cheikhs) ;
- s'assurer du maintien des services publics ;
- coordonner l'action locale des services de l'État ;
- veiller à ce que les élus des communes respectent les procédures légales obligatoires ;
- remonter toutes les informations qu'il juge utiles ou importantes auprès du Wali et du Ministère de l'Intérieur ;
- informer les élus et la population des mesures qu'il prend.

La loi lui donne le pouvoir, sous certaines conditions, de démettre des élus communaux de leur fonction. 
Arrondissements : ils font partie des communes. Ils sont également régis par la loi organique no 113-114 sur les communes. Seules les six plus grandes communes du Maroc (Casablanca, Fès, Marrakech, Rabat, Salé et Tanger) disposent d'arrondissements. Les arrondissements jouissent d’une autonomie administrative. Chacun des arrondissements est représenté au sein du conseil de la commune par un nombre de membres élus. Le conseil d'arrondissement est composé des élus de l'arrondissement. Le conseil d'arrondissement se réunit obligatoirement trois fois par an, au cours des mois de janvier, juin, et septembre.Il peut également se réunir à l'initiative du Président de l'arrondissement. Le Président d'arrondissement aussi appelé Maire d'arrondissement :
- dirige l'administration de l'arrondissement ;
- doit exécuter les décisions votées par le conseil d'arrondissement ;
- administre les biens de l'arrondissement (centre sociaux, bibliothèques, conservatoire musical) ;
- peut remonter directement des problèmes aux services de la commune ou au Maire de la commune ;
- peut proposer et suggérer des idées et solutions de la part des habitants de l'arrondissement ;
- peut se voir confier certains pouvoirs par le Maire de la commune.

### Amériques

#### États-Unis
Les États-Unis étant une république fédérale, l'organisation territoriale dépend de lois votées par le pouvoir législatif de chacun des cinquante États fédérés.
Comtés : dans quarante-huit États, la subdivision principale est le comté (county), appelé parish en Louisiane et borough en Alaska. Cependant, dans les États de Nouvelle-Angleterre, ce niveau n'a plus de rôle de gouvernement territorial. Excepté en Alaska, ce niveau de gouvernement couvre l'ensemble du territoire américain. En 2023, le nombre total des comtés et de territoires assimilés est de 3 243, selon le site « en.wikipedia.org »[réf. nécessaire].
Municipalités : le niveau de gouvernement local en dessous du comté varie lui grandement selon les États et possède des degrés d'autonomie divers. Excepté en Nouvelle-Angleterre, il ne couvre pas l'ensemble du territoire. Dans ce cas, c'est au comté que revient l'intégralité du gouvernement local. En 2023, le total des municipalités est d'environ 30 000.

### Asie

#### Japon
Au Japon, l'échelle des subdivisions de l'administration territoriale est principalement organisée en trois niveaux, commence avec les préfectures, puis les sous-préfectures et les districts, puis les municipalités.

### Europe

#### Allemagne
Au premier niveau se trouvent les seize Länder, ou lands, puis plusieurs échelons locaux dont certains particuliers à certaines zones.

#### Espagne
Au premier niveau se trouvent dix-sept communautés autonomes d'Espagne, puis les cinquante provinces d'Espagne, puis les communes, ainsi que d'autres subdivisions territoriales.

#### France
Les principales divisions administratives traditionnelles du territoire français sont les suivantes :
- la commune, issue de l'ancienne paroisse, depuis 1789 ;
- le canton, créé par le décret du 22 décembre 1789 ;
- l'arrondissement, division du département instaurée en 1800 correspondant plus ou moins aux districts, structures existantes de 1790 à 1795 ;
- le département, depuis 1789 ;
- la région, qui était initialement un regroupement administratif de départements dont le découpage a été fixé pour l'essentiel en 1960, devenue établissement public autonome en 1972, puis collectivité territoriale de plein droit institutionnalisée en 1982 (avec élections de ses membres au suffrage universel direct), passant de 22  à   13 régions au 1er janvier 2016, à la suite de la réforme voulue par François Hollande, alors Président de la République et qui fut votée en juillet 2014.